# Sipai
Die „Gemeinde Sipai der Hezhen“ (chinesisch 四排赫哲族乡, Pinyin Sìpái Hèzhézú Xiāng) ist eine Nationalitätengemeinde im Kreis Raohe der bezirksfreien Stadt Shuangyashan in der nordostchinesischen Provinz Heilongjiang. Die Gemeinde hat eine Fläche von 43,29 km² und 1.364 Einwohner (Stand: Zensus 2010). Sie liegt direkt am Westufer des Ussuri, der hier die Grenze zu Russland bildet. In Sipai wird hauptsächlich Reis, Soja und Mais angebaut. Daneben spielt der Fischfang im Ussuri (45 Fischerboote) eine wichtige Rolle im Wirtschaftsleben. Die Gemeinde gehört zu den traditionellen Siedlungsgebieten der Hezhen, einem südtungusischen Volk Nordostasiens, das traditionell von Jagd und Fischfang lebte.

## Administrative Gliederung
Sipai setzt sich aus vier Dörfern und einem Staatsforstbetrieb zusammen. Diese sind:
- Dorf Sipai der Hezhen (四排赫哲族村), Zentrum, Sitz der Gemeinderegierung;
- Dorf Donghe (东河村);
- Dorf Pingyuan (平原村);
- Dorf Shuguang (曙光村);
- Staatsforst Majiazi (马架子林场).